# IC 945
IC 945 је спирална галаксија у сазвјежђу Мали медвјед која се налази на листи објеката дубоког неба у Индекс каталогу.
Деклинација објекта је + 72° 4' 12" а ректасцензија 13h 47m 7,5s. Привидна величина (магнитуда) објекта IC 945 износи 14,5 а фотографска магнитуда 15,3. IC 945 је још познат и под ознакама UGC 8732, MCG 12-13-10, CGCG 336-18, PGC 48867.